# 羅従彦

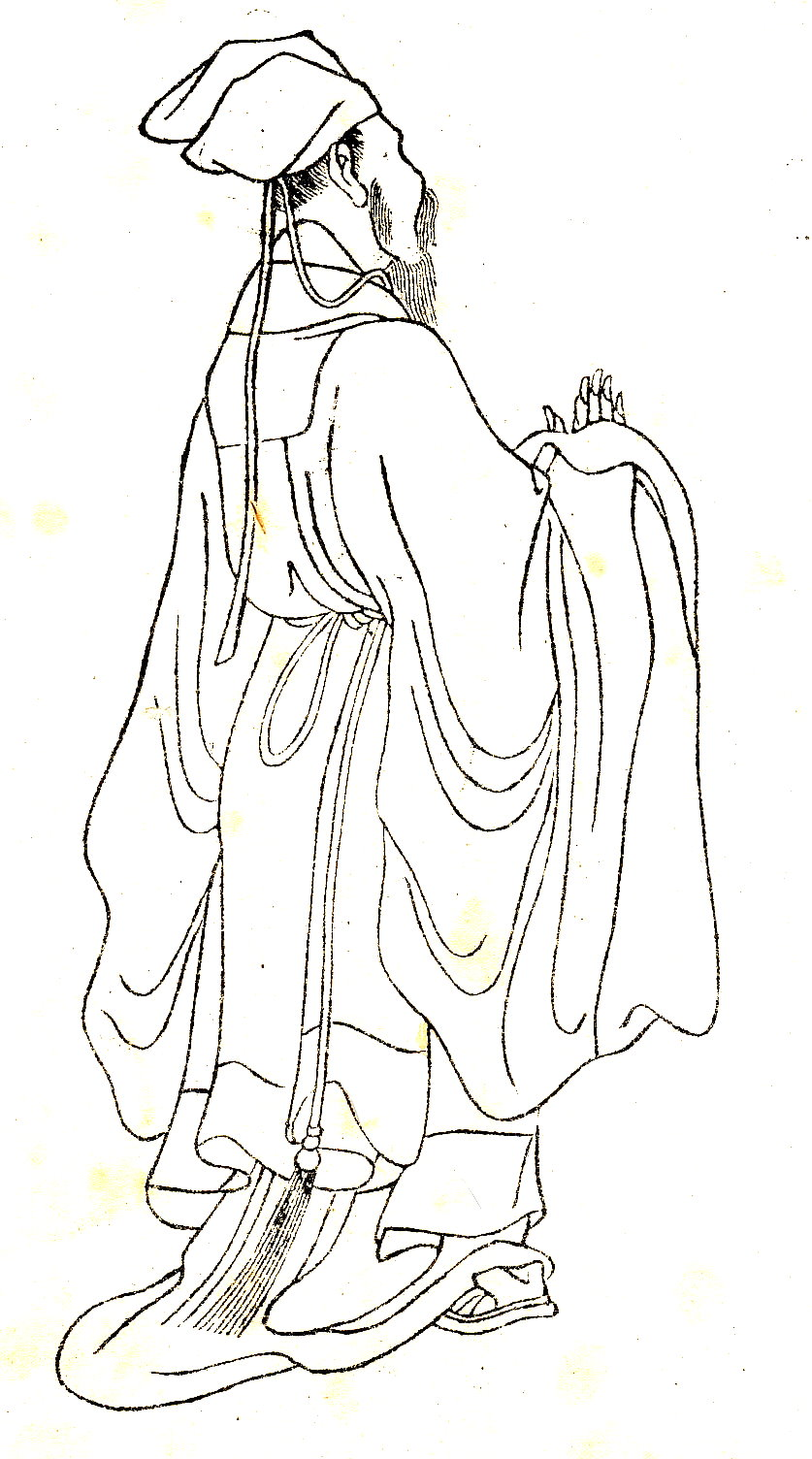
羅従彦・『晩笑堂竹荘畫傳』より

羅 従彦（ら じゅうげん、1072年 - 1135年）は、中国北宋末から南宋初の儒学者。字は仲素。豫章先生と号する。

## 略伝
南剣州剣浦県（現在の福建省南平市延平区）の出身。初めは仕官して恵州博羅県の主簿となったが、その地の学者の楊時が二程（程顥・程頤）の学に通じていることを聞き、その門下となった。しばらくして同門千人中第一と称せられるようになった。後に程頤の学風を慕い、財産を売り払いその下で学問を続けることにした。学業が成就して故郷に帰ると、仕官をやめ羅浮山中に一室を築いて学問に精進した。紹興年間に没する。学者たちは羅従彦を豫章先生と称し、さらに淳祐年間に文質と諡された。潛思力行、其学一世に冠たりといわれる。かつて祖宗の故事を編纂して『遵堯録』を著し、靖康年間中に朝廷に献呈しようとしていたが、金が来襲してきたために果たせなかったという。その他の著として『豫章文集』『春秋毛詩語解』『中庸説』『春秋指揮』がある。